# Richard Todd
Richard Todd (Richard Andrew Palethorpe-Todd: Dublín, 11 de junio de 1919-Little Humby, de Lincolnshire, 3 de diciembre del 2009) fue un actor irlandés que participó en obras del cine clásico estadounidense y británico.

## Biografía
Era hijo de un renombrado jugador de rugby y médico del ejército irlandés llamado William Palethorpe Todd. Durante su infancia, Richard Todd estuvo en la India debido a las asignaciones militares de su padre, más tarde se trasladó a West Devon donde ingresó a una escuela paramilitar llamada Shrewsbury School y recibió instrucción premilitar.
Richard Todd prefirió ingresar a la academia italiana Conti para estudiar actuación lo que le significó un quiebre profundo con su madre quien deseaba para él una carrera en el servicio diplomático. Tan profundo fue el quiebre que Todd perdió todo afecto natural por ella hasta el fin de sus días.
En 1935 participó en la producción al aire libre Noche de Reyes junto al Regent Parks Theatre, y en 1939 fundó una compañía de teatro llamada Dundee Repertory Theatre.
En 1938, su madre se suicidó víctima de una aguda depresión de carácter endógeno.

### En la Segunda Guerra Mundial
Al comienzo de la Segunda Guerra Mundial, Todd ingresó al ejército británico en Yorkshire, para finalmente ser aceptado para el curso de comando paracaidista, siendo destinado al 7º batallón de la 6ª división aerotransportada británica. Participó en la Operación Overlord en la toma del puente Pegasus con el grado de capitán y ayudó a mantener dicha posición conservando el puente intacto. Este episodio de su vida sería reproducido por él mismo en el film épico El día más largo —dirigido por Ken Annakin, Andrew Marton y Bernhard Wicki—, junto a un nutrido elenco de actores de renombre. Participó además en otras acciones militares hasta el fin del conflicto.

### Época actoral
Terminada la guerra, Richard Todd se unió a la Associated British Pictures y en 1948 interpretó a un soldado herido en la obra The Hasty Heart, un papel que volvió a interpretar en la película homónima producida por Warner Bros. y que le valió una nominación a los Óscar de 1949.
Ese mismo año conoce a Catherine Grant-Bogle, una actriz del Dundee Theatre y se casa con ella, una unión que perduraría hasta 1970.
En 1950 da comienzo a su mejor época cuando actúa bajo la dirección de Alfred Hitchcock en el film Stage Fright, que lo consagra como actor hollywoodense.
Luego interpretó personajes heroicos en producciones Disney como The Story of Robin Hood and His Merrie Men (1952), La espada y la rosa (1953) y Rob Roy: The Highland Rogue (1954), su estilo en estos papeles era muy parecido al de Errol Flynn.
En 1955, realizaría uno de sus papeles más memorables y que lo dejaría cuasi-encasillado a los ojos británicos en The Dam Busters como Guy Gibson, el siempre optimista comandante de un escuadrón formado por bombarderos Avro Lancaster a los que se encarga la complicada tarea de bombardear las represas de la cuenca del Ruhr en Alemania.
Después rodó A Man Called Peter como el capellán Peter Marshall del Senado de los Estados Unidos, un papel que le valió excelentes críticas.
Richard Todd se caracterizaba como actor por su muy buena apariencia, versatilidad melodramática, una especial empatía y carisma aunado con una gran presencia escénica.
Tuvo una gran oportunidad cuando el creador de James Bond, el escritor Ian Fleming lo seleccionó en primera línea para el papel del famoso agente 007 en la producción Dr. No; pero por problemas de agenda finalmente lo perdió, siéndole concedido a Sean Connery (de gran parecido físico con Todd), papel que lanzó a la fama a dicho actor seleccionado.
La década de los 50 fue la era dorada de Todd participando en numerosos films, ya fuese como galán, aventurero o militar, en títulos notables como Young Bess (1955),  The Virgin Queen (1955), Yangtse Incident: The Story of H.M.S. Amethyst (1956), también conocida como Battle Hell, y Chase a Crooked Shadow (1957).
La década de los 60 igualmente fue pródiga en actuaciones siendo la más notable, El día más largo en 1962 donde se representa a sí mismo, pero lentamente su estrella empezó a declinar a medida que envejecía, siendo Subterfuge (1968) su último film de esa década. Ya en los 70, Todd apareció tan sólo en un par de películas para dedicarse exclusivamente a la televisión.
Richard Todd perduró en la memoria del público gracias a la fama que le había proporcionado su interpretación del comandante Guy Gibson, y fue un ardiente portavoz de las acciones de las bombas de rebote mostradas en The Dam Busters. Además recibió el título de Oficial de la Orden del Imperio Británico.

### Vida personal y final
En 1970, se divorcia de Catherine Grant-Bogle, con quien había tenido dos hijos: Fiona y Peter Todd (n. 1952 - f. 2005); y ese mismo año se casa con la modelo y actriz Virginia Mailer, con la que tuvo dos hijos más, Andrew y Seumas (n. 1977 - f. 1997). Todd y Mailer se divorciaron en 1992.
Tanto su hijo Peter como Seumas se suicidaron por depresión endógena debido a varios factores. Estos acontecimientos sumieron al actor en prolongados períodos depresivos.
Richard Todd falleció de cáncer a sus 90 años mientras dormía.

## Filmografía seleccionada
- The Big Sleep (1977)
- Operation Crossbow (1965).
- The Battle of the Villa Fiorita (1965)
- El día más largo  (1962),
- Intent to Kill (1958)
- Chase a Crooked Shadow (1957)
- Saint Joan (1957)
- Marie-Antoinette reine de France (1956)
- D-Day the Sixth of June (1956)
- A Man Called Peter (1955)
- The Virgin Queen (1955)
- Rob Roy: The Highland Rogue (1954)
- La espada y la rosa (1953)
- Young Bess (1953)
- Stage Fright (1950)

## Premios y distinciones
Premios Óscar
| Año  | Categoría   | Película          | Resultado |
| ---- | ----------- | ----------------- | --------- |
| 1950 | Mejor actor | Alma en tinieblas | Nominado  |